# 馴馬場廣場 (莫斯科)
馴馬場廣場（俄语：Манежная площадь，音譯馬涅什廣場）是俄羅斯首都莫斯科市中心的一個廣場，位於紅場和特維爾大街之間。四面分別為莫斯科四季酒店（東）、亞歷山大公園（南）、莫斯科馴馬場（西，廣場的名字由此而來）、莫斯科國立大學（北）舊大樓所包圍。

## 历史
1798年在一座修道院遺址上興建，1932年擴建並改稱馴馬場廣場。1967年改稱十月革命五十周年廣場（площадь 50-летия Октября）。1990年恢復馴馬場廣場的名稱。近年來在這裡發生多次球迷騷亂。
1962年，苏联领导人在此地参观艺术展，发生了赫鲁晓夫参观前卫艺术展事件.